# (8615) 1979 MB2
(8615) 1979 MB2 (1979 MB2, 1979 OF1, 1988 VF3) — астероїд головного поясу, відкритий 25 червня 1979 року.
Тіссеранів параметр щодо Юпітера — 3.382.